# One57
One57, tên cũ là Carnegie 57, là một tòa nhà chọc trời siêu cao cao 306 mét và có 75 tầng, tọa lạc tại Phố 57 giữa các đại lộ Thứ Sáu và Thứ Bảy trong khu vực Midtown của Manhattan ở Thành phố New York. Tòa nhà có 92 đơn nguyên chung cư cao cấp phía trên một khách sạn Park Hyatt mới với 210 phòng, thuộc tập đoàn Hyatt. Tòa nhà được phát triển bởi Extell Development Company và do Christian de Portzamparc thiết kế. Đây là tòa tháp chung cư siêu sang đầu tiên dọc theo một phố 57 được gọi là Billionaires' Row.  